# Comuna Ghidfalău, Covasna
Ghidfalău (în maghiară Gidófalva) este o comună în județul Covasna, Transilvania, România, formată din satele Angheluș, Fotoș, Ghidfalău (reședința) și Zoltan.

## Demografie
Componența etnică a comunei Ghidfalău
     Maghiari (90,09%)
     Români (1,8%)
     Alte etnii (0,11%)
     Necunoscută (8%)
Componența confesională a comunei Ghidfalău
     Reformați (82,4%)
     Romano-catolici (6,43%)
     Ortodocși (1,38%)
     Alte religii (1,11%)
     Necunoscută (8,68%)
Conform recensământului efectuat în 2021, populația comunei Ghidfalău se ridică la 2.614 locuitori, în scădere față de recensământul anterior din 2011, când fuseseră înregistrați 2.660 de locuitori. Majoritatea locuitorilor sunt maghiari (90,09%), cu o minoritate de români (1,8%), iar pentru 8% nu se cunoaște apartenența etnică. Din punct de vedere confesional, majoritatea locuitorilor sunt reformați (82,4%), cu minorități de romano-catolici (6,43%) și ortodocși (1,38%), iar pentru 8,68% nu se cunoaște apartenența confesională.

## Politică și administrație
Comuna Ghidfalău este administrată de un primar și un consiliu local compus din 11 consilieri. Primarul, Levente Porzsolt[*], de la Uniunea Democrată Maghiară din România, este în funcție din 1 noiembrie 2024. Începând cu alegerile locale din 2024, consiliul local are următoarea componență pe partide politice:
|  | Partid                                 | Consilieri | Componența Consiliului | Componența Consiliului | Componența Consiliului | Componența Consiliului | Componența Consiliului | Componența Consiliului | Componența Consiliului | Componența Consiliului | Componența Consiliului | Componența Consiliului |
|  | -------------------------------------- | ---------- | ---------------------- | ---------------------- | ---------------------- | ---------------------- | ---------------------- | ---------------------- | ---------------------- | ---------------------- | ---------------------- | ---------------------- |
|  | Uniunea Democrată Maghiară din România | 10         |                        |                        |                        |                        |                        |                        |                        |                        |                        |                        |
|  | Alianța Maghiară din Transilvania      | 1          |                        |                        |                        |                        |                        |                        |                        |                        |                        |                        |

## Imagini

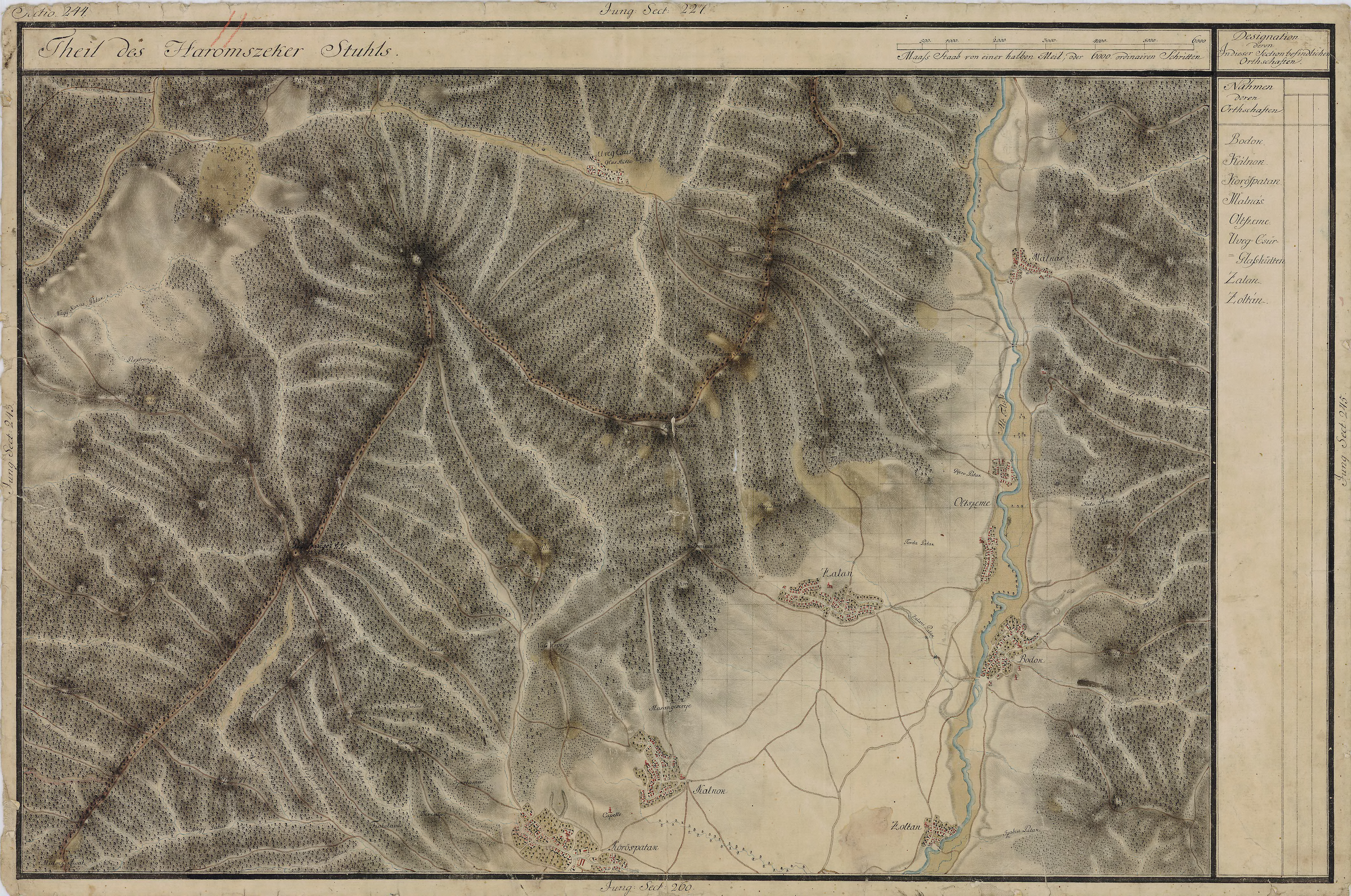
Ghidfalău în Harta Iosefină a Transilvaniei, 1769-1773
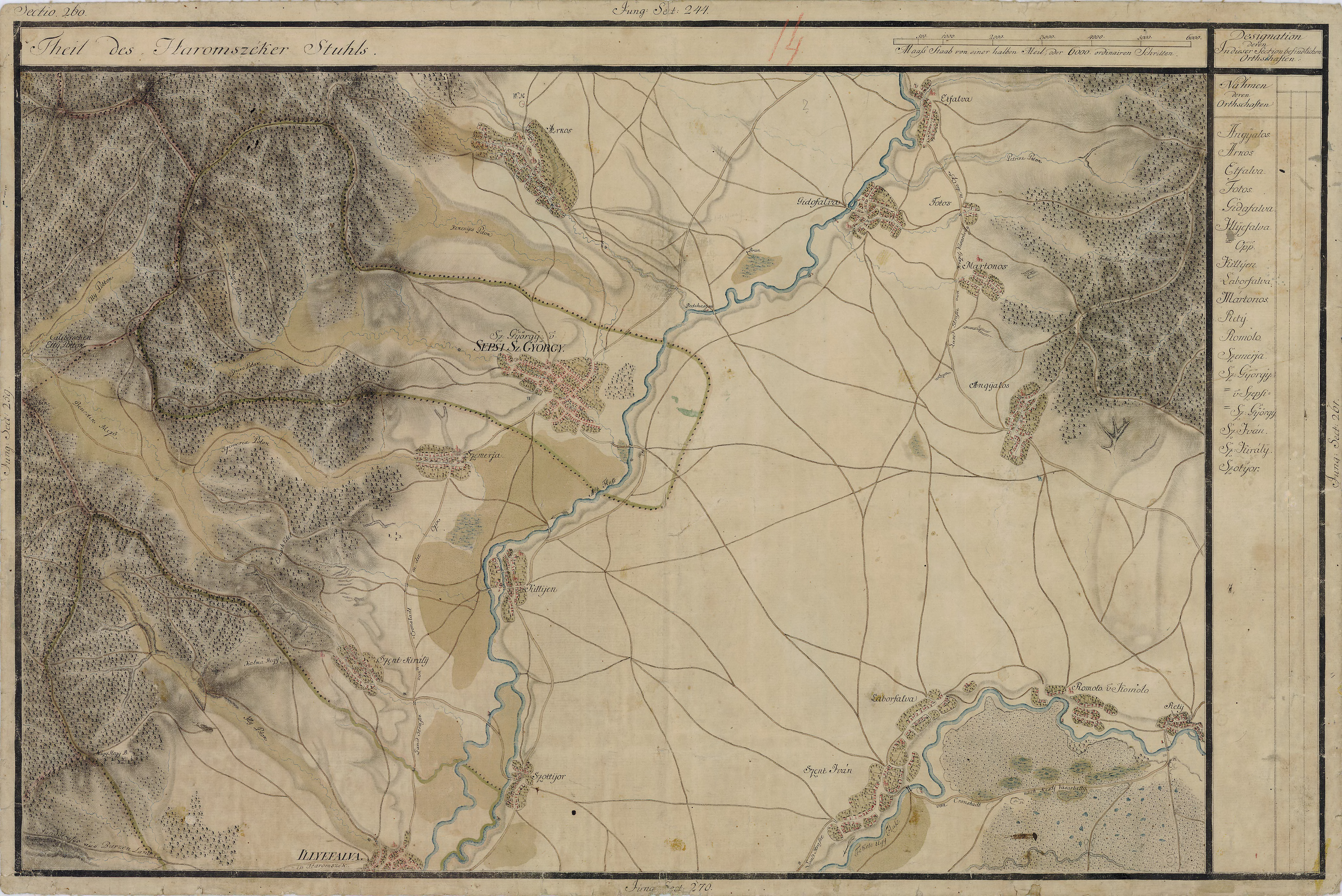
Ghidfalău în Harta Iosefină a Transilvaniei, 1769-1773
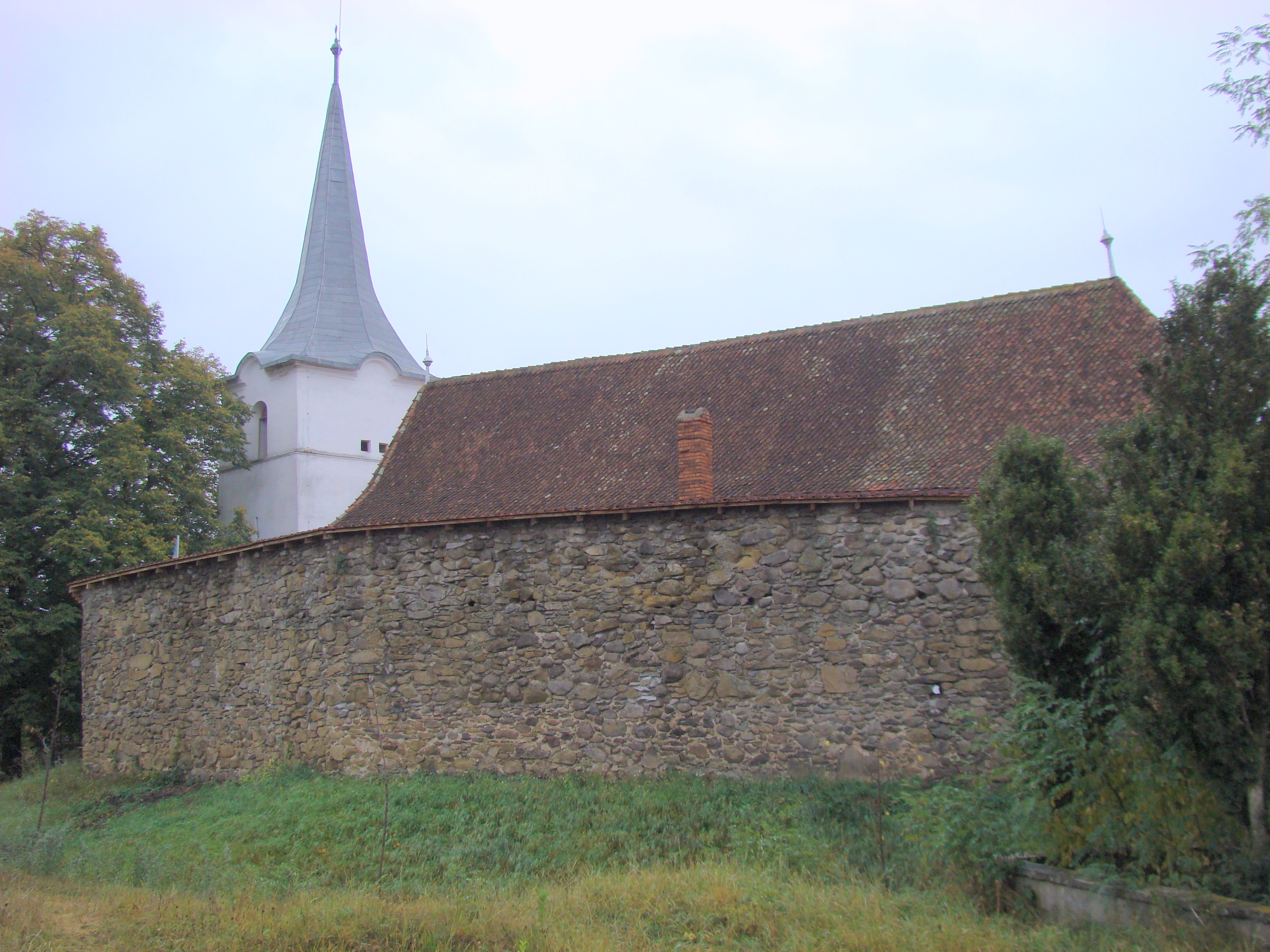
Ansamblul bisericii reformate din Ghidfalău (monument istoric)
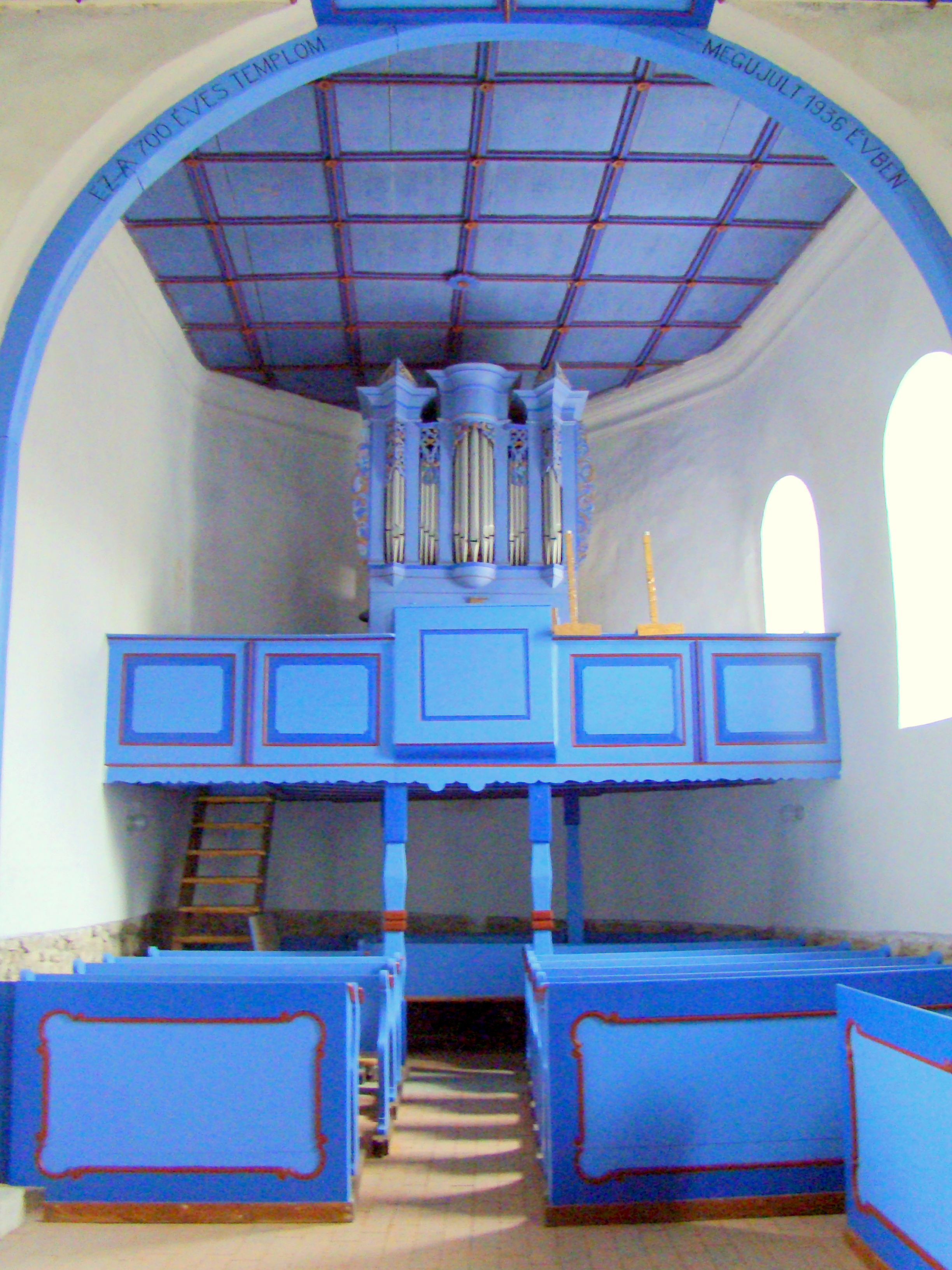
Interiorul bisericii reformate
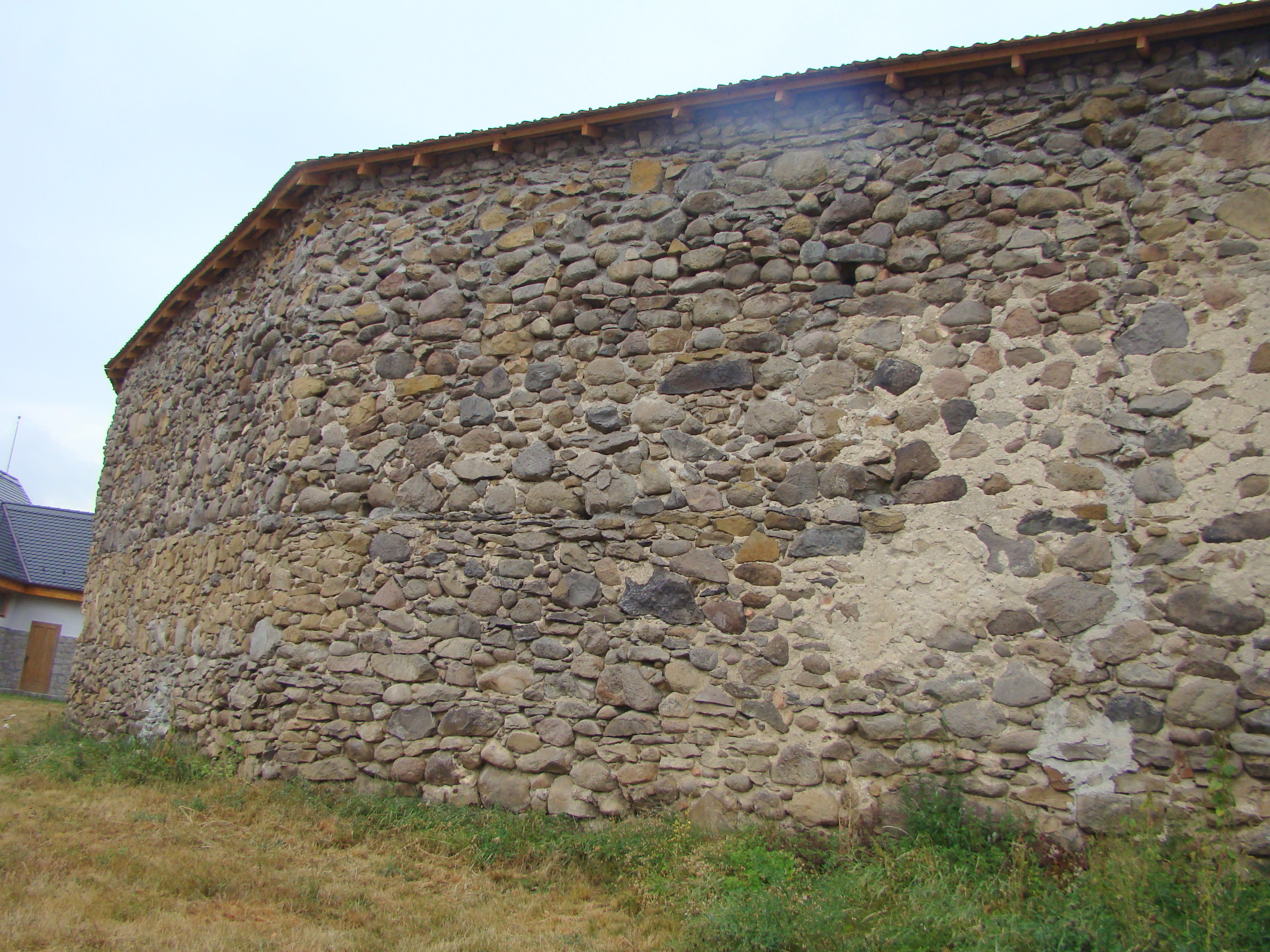
Fortificația
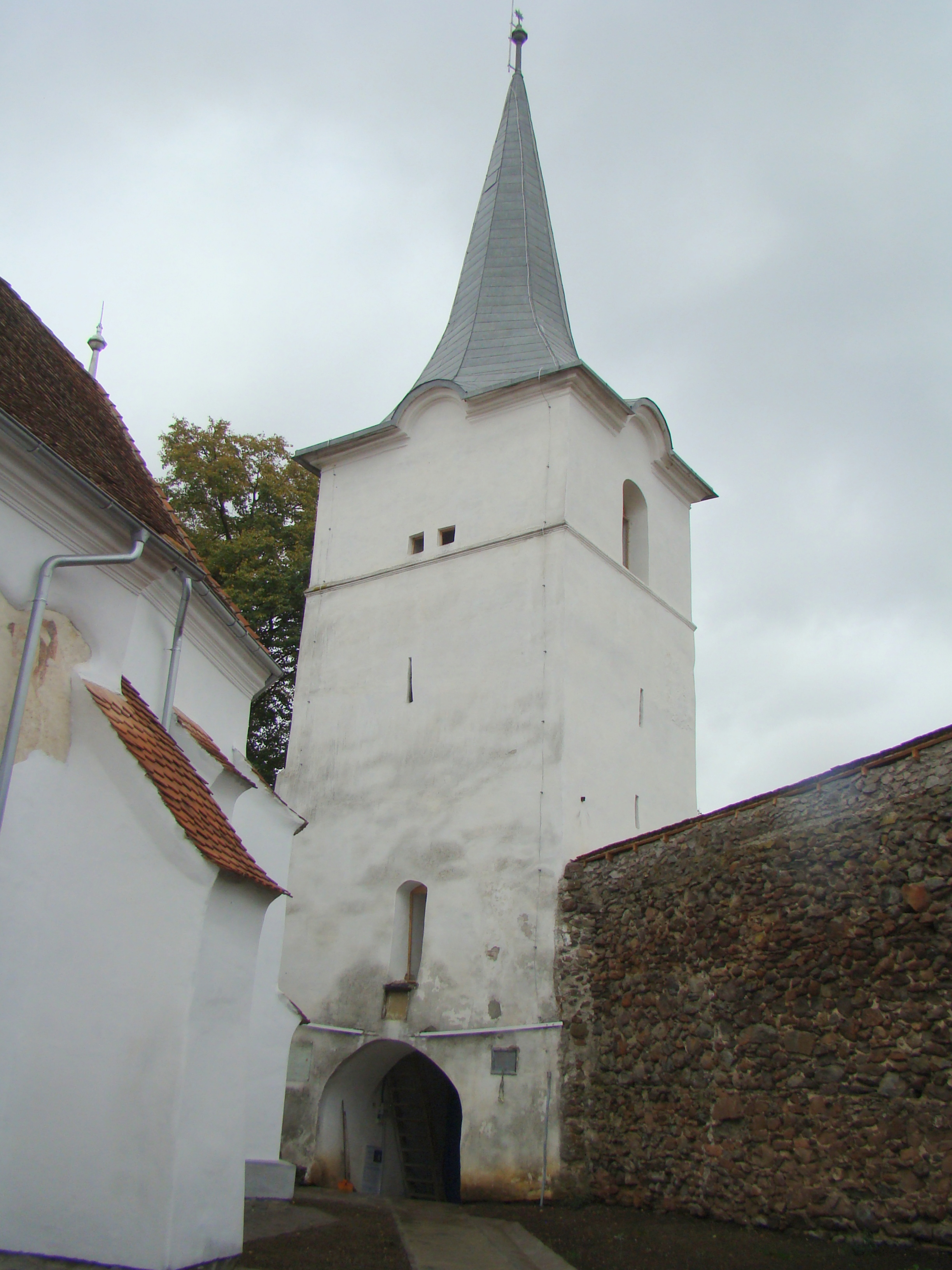
Turnul-clopotniță
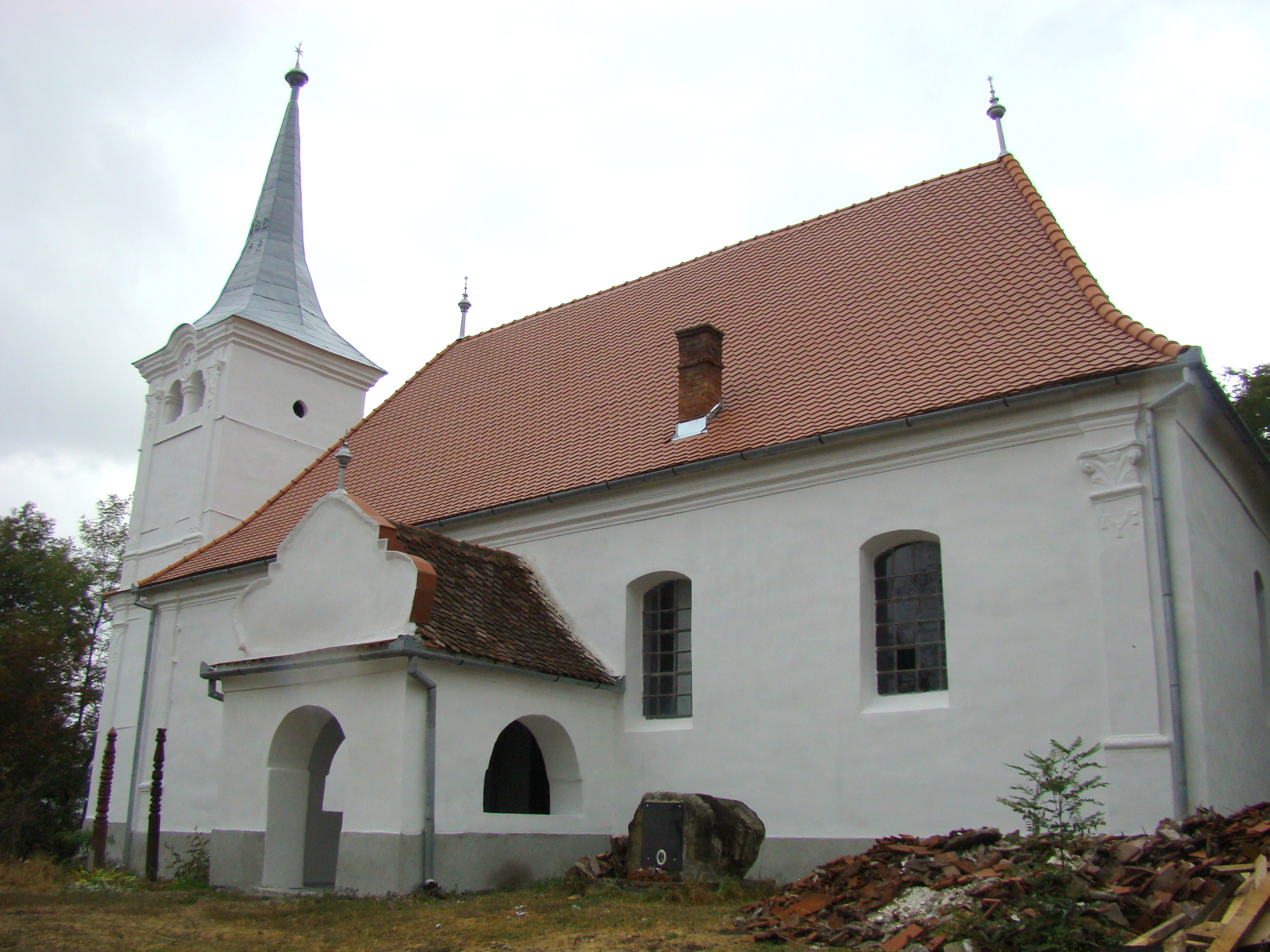
Biserica reformată din satul Zoltan (monument istoric)
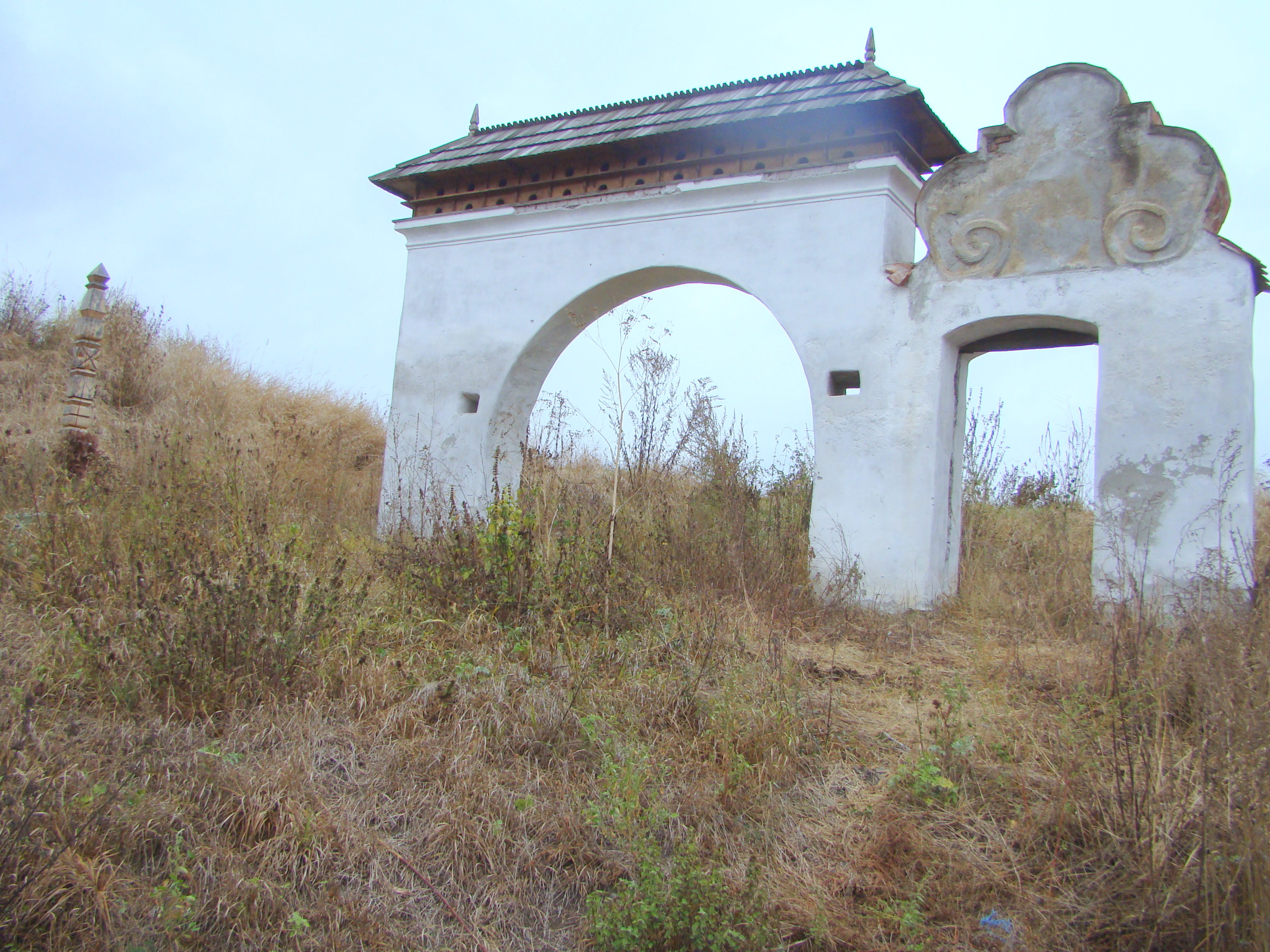
Poarta barocă din satul Zoltan (monument istoric)

## Personalități
- Gábor Kozsokár (n. 1941), senator, judecător

## Vezi și
- Biserica reformată din Ghidfalău
- Biserica reformată din Zoltan
- Poarta barocă din Zoltan
- Munții Bodoc - Baraolt (arie de protecție specială avifaunistică)
- Oltul Superior (sit de importanță comunitară)